# Карагаш (Кербулацький район)
Карага́ш (каз. Қараағаш) — село у складі Кербулацького району Жетисуської області Казахстану. Адміністративний центр Сарибулацького сільського округу.
У радянські часи село називалось Карагач.
Населення — 1443 особи (2021; 1181 у 2009, 1467 у 1999, 2044 у 1989).